# Neoheteronyx versteegi
Neoheteronyx versteegi är en skalbaggsart som beskrevs av Moser 1926. Neoheteronyx versteegi ingår i släktet Neoheteronyx och familjen Melolonthidae. Inga underarter finns listade i Catalogue of Life.